# Celastrus subspicatus
Celastrus subspicatus là một loài thực vật có hoa trong họ Dây gối. Loài này được Hook. mô tả khoa học đầu tiên năm 1842.